# Fender LTD 60th Anniversary Presidential Select Stratocaster
A LTD 60th Anniversary Presidential Select Stratocaster egy Fender Stratocaster modellváltozat, melyet a Fender Custom Shop készített 2006-ban, fennállásának hatvanadik évfordulója alkalmából. A hangszer érdekessége, hogy ez az egyetlen olyan gitár, melyen megjelenik a Custom Shop 60. évfordulós logója. A hangszer megvásárlása esetén a tulajdonos kapott egy válogatott Cabernet, valamint Merlot borokból álló kollekciót is a Yountville kaliforniai pincészetétől. A gitár a 2006-os NAMM Show-n mutatkozott be.

## Specifikáció
- Sorszám: 927-5000-717
- Test: jávorfa (atlaszfényű, poliuretán lakkozás)
- Szín: „Hand Stained Wine Red”
- Nyak: jávorfa (flame), C-forma, indian rosewood fogólap 9½-es rádiusszal
- Hangszedők: 2 „Modern Classic Single-Coil” (nyak és közép), 1 „Hot Classic Single-Coil” (híd)
- Láb: aranyozott, két csuklópontos tremoló